# Vision of Love
Vision of Love è un singolo della cantautrice statunitense Mariah Carey, pubblicato il 15 maggio 1990 come primo estratto dal primo album in studio Mariah Carey.

## Descrizione
Il brano è stato scritto dalla stessa Carey insieme a Ben Margulies ed è stato prodotto da Rhett Lawrence. La canzone raggiunse la vetta della classifica Billboard Hot 100. In seguito il singolo riuscì a arrivare al primo posto anche in Canada, Brasile, Australia, Nuova Zelanda e diversi paesi europei.
Alcune celebri interpreti, come Beyoncé e Mikaila hanno dichiarato di aver iniziato a produrre "virtuosismi" vocali, dopo aver sentito Vision of Love per la prima volta.

## Video musicale
Il videoclip, diretto da Bojan Bazelli, vede la Carey interpretare il brano su un palco dalla fioca illuminazione. Il video fu il secondo prodotto per il brano, dato che una prima versione era stata scartata. Secondo la rivista Rolling Stone, i due video prodotti per Vision of Love sono costati in totale 450,000 dollari. La Columbia Records ha tuttavia smentito tale notizia.

## Tracce
CD singolo (Stati Uniti)
1. "Vision of Love"
2. Medley featuring excerpts from Mariah Carey: "Prisoner"/"All in Your Mind"/"Someday"

CD singolo (Regno Unito)
1. "Vision of Love"
2. "Sent from up Above"
3. Medley featuring excerpts from Mariah Carey: "Prisoner"/"All in Your Mind"/"Someday"

## Classifiche
| Classifica (1990) | Posizione massima |
| ----------------- | ----------------- |
| Australia         | 9                 |
| Brasile           | 1                 |
| Belgio (Fiandre)  | 14                |
| Canada            | 1                 |
| Europa            | 14                |
| Francia           | 25                |
| Germania          | 17                |
| Irlanda           | 10                |
| Nuova Zelanda     | 1                 |
| Paesi Bassi       | 8                 |
| Regno Unito       | 9                 |
| Stati Uniti       | 1                 |
| Svezia            | 17                |
| Svizzera          | 24                |